# Mentuhotep VI.
Meranhre Mentuhotep VI. je bil tebanski faraon Šestnajste egipčanske dinastije, ki je vladal v Gornjem Egiptu v drugem vmesnem obdobju Egipta. Bil je verjetno štirinajsti vladar iz te dinastije.

## Dokazi
Meranhre Mentuhotep je dokazan samo na dveh kipih - JE 37418/CG 42021 in BM EA 65429. Prvega je v kapsuli v Karnaku odkril Georges Legrain. Kipu manjkajo glava in noge, razvidna pa sta faraonovo ime in priimek in posvetilo bogu Sobeku, gospodarju smnw. Poreklo drugega kipa ni znano. Na njem sta faraonovo ime in priimek, posvetilo pa manjka.
Drug mogoč dokaz Mentuhotepa VI. je fragment lesene krste, ki je zdaj v Britanskem muzeju (BM EA 29997). Na fragmentu je naslednje besedilo:
Patricij, kraljev predstavnik, najstarejši kraljev sin, vrhovni poveljnih Herunefer,  pravega glasu, ki ga je rodil kralj  Mentuhotep, pravega glasu, in ga je nosila višja kraljica Sitmut.
Ker na fragentu ni faraonovega priimka, je njegovo prepoznavanje problematično. Kim Ryholt kljub temu ugotavlja, da je na krsti napisana tudi zgodnja različica odlomkov Knjige mrtvih, ena od samo dveh zapisov tega besedila pred novim kraljestvom. Ryholt trdi, da je moral ta Mentuhotep vladati v poznem drugem vmesnem obdobju. Sicer pa bi na krsti lahko bili omenjeni naslednji trije faraoni:  Seanhenre Mentuhotepi, Sevadžare Mentuhotep V. in Meranhre Mentuhotep VI. Čeprav se ime Mentuhotepi sliši podobno kot Mentuhotep, je Ryholt dokazal, da gre za različni imeni. Iz tega in drugih napisov Ryholt zaključuje, da je Sevadžare Mentuhotep Mentuhotep V., Sitmut njegova kraljica in Herunefer njegov sin. Ryholtova identifikacija še zdaleč ni zanesljiva, ker sta  Aidan Dodson in Dyan Hilton krsto datirala na konec Šestnajste dinastije, s čimer je Herunefer postal sin Mentuhotepa VI. in Sitmut njegova žena.

## Kronološki položaj
Meranhre Mentuhotep na ohranjenem delu Torinskega seznama kraljev ni omenjen, zato je njegov kronološki položaj in dolžino vladanja težko določiti. Ryholt domneva, da je vladal v pozni Šestnajsti dinastiji. 
V starejši študiji Jürgena von Beckeratha iz leta 1964  je Mentuhotep VI. umeščen v Trinajsto dinastijo.